# Aleksandr Bashlachov
Aleksandr Nikoláyevich Bashlachov (en ruso: Алекса́ндр Никола́евич Башлачёв; 27 de mayo de 1960-17 de febrero de 1988) fue un poeta, cantante, compositor y guitarrista soviético, intérprete de la música rock rusa.

## Primeros años
Aleksandr nació en Cherepovéts, Rusia, hijo de Nikolái Bashlachov y Neli Bashlachova. En 1977, Aleksandr se graduó de Cherepovets High School en Cherepovéts, y trabajó como pintor en la planta metalúrgica de Cherepovéts con su padre. En 1978, renunció a la planta para inscribirse en la Universidad Estatal de los Urales en Ekaterimburgo (entonces llamada Sverdlovsk) como estudiante de periodismo. Aleksandr se graduó en 1983.

## Carrera
A principios de 1983, Aleksandr escribió "Griboyedov Waltz", que fue la primera canción que escribió. A lo largo de la década de 1980, Aleksandr escribió y compuso música. Después de graduarse en la Universidad Estatal de los Urales, Aleksandr dejó Sverdlovsk y regresó a Cherepovéts, donde trabajó durante un año con el periódico The Communist. Allí, escribió artículos sobre la planta de energía y, más tarde, sobre cafés.

## Muerte

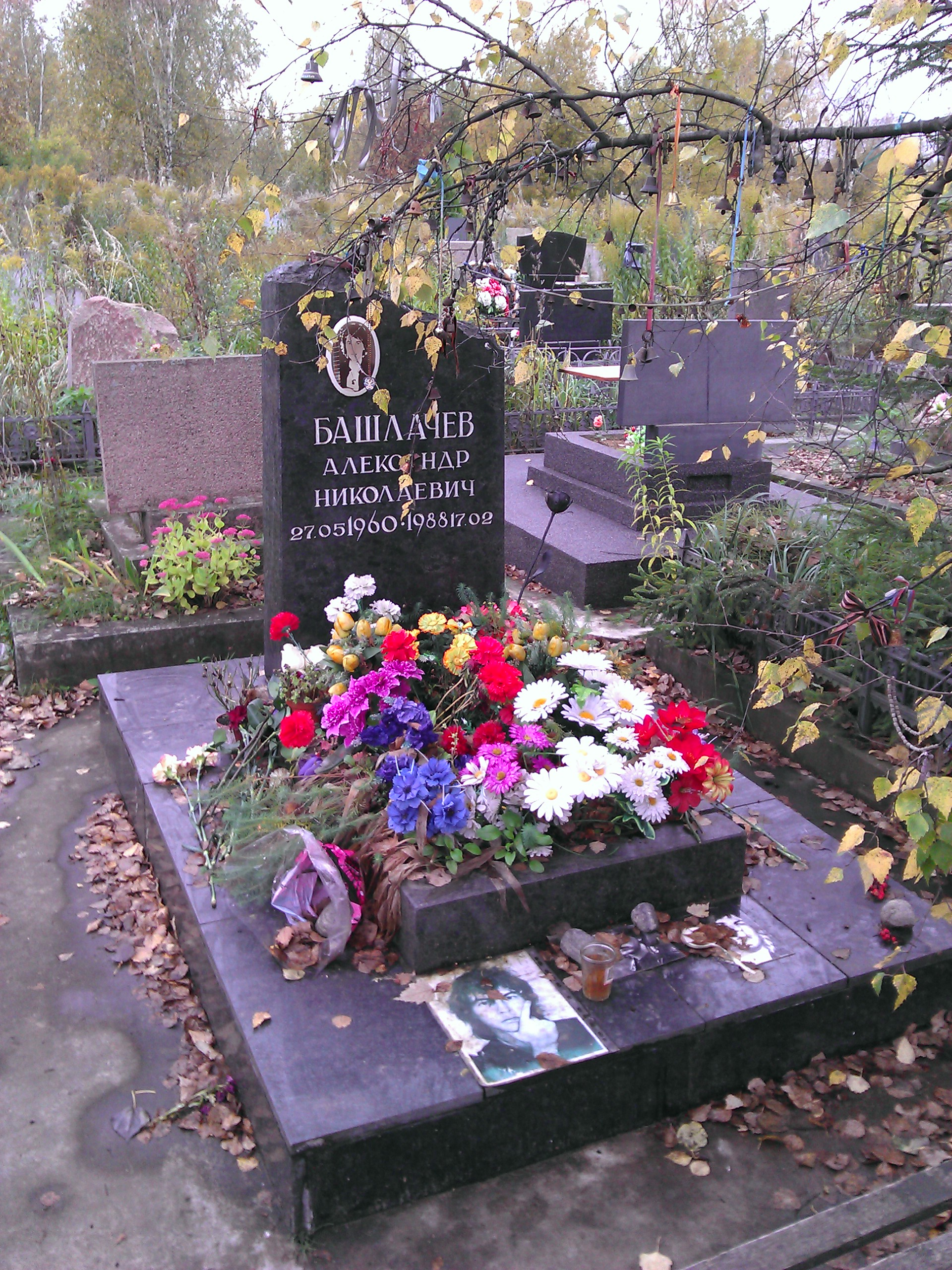
Tumba de Aleksandr Bashlachov.

Poco antes de su muerte, Aleksandr tuvo dificultades con el bloqueo del escritor, rara vez escribía nuevas canciones y solía evitar interpretar viejas. Su última canción, titulada "Cherry", fue escrita en agosto de 1987. También se aisló más a medida que su depresión se hizo más severa.
El 17 de febrero de 1988, Aleksandr fallece al caerse de la ventana del noveno piso de un apartamento en la avenida Kuznetsov en Leningrado. La causa más probable de su muerte, aunque no verificada, fue el suicidio. Fue enterrado en el cementerio Kovalevskoye en el Óblast